# Kelly Keagy
Kelly Keagy, (Glendale 15 de setembro de 1952) é um baterista e vocalista norte-americano, mais conhecido por seu trabalho no Night Ranger. Keagy liderou os vocais em vários sucessos da banda como Sister Christian, Sing Me Away e Sentimental Street.